# Elsid
Elsid Titu este o companie producătoare de electrozi siderurgici din România.
A fost înființată în 1984, ca al doilea producător român de electrozi siderurgici pentru industria metalurgică și a devenit începând cu anul 2001 o societate privată cu capital autohton.
Sediul social și unitatea de producție se afla în Titu, iar activitatea comercială este realizată și coordonată din București.
Acționarii principali ai companiei sunt MetalEuroEst cu 84,51% și SIF 4 Muntenia care deține 15,26% din titluri.
Titlurile Elsid Titu se tranzacționează la categoria de bază a pieței Rasdaq, secțiunea XMBS, sub simbolul ELSY.
Indirect, compania este controlată de oamenii de afaceri Mihai Tufan și Stelian Anastasescu.
Este și cel mai mare producător de energie hidro în capacități mici din România.
Elsid Titu are microhidrocentrale cu o putere instalată de 29,6 MW, în timp ce compania de stat Hidroelectrica are capacități similare, dar cu o putere mai mică, de 28,1 MW.
Cifra de afaceri:
- 2006: 212,5 milioane lei[3]
- 2005: 196,1 milioane lei[3]

Venit net:
- 2006: 2 milioane lei[3]
- 2005: 1,3 milioane lei[3]